# Scorpiops ingens
Scorpiops ingens es una especie de escorpión del género Scorpiops, familia Euscorpiidae. Fue descrita científicamente por Yin, Qiu, Pan, Li & Di en 2015.
Habita en China. El macho holotipo mide 74,6 mm y la hembra paratipo 75,9 mm.